# 蔭山昌弘
蔭山 昌弘（かげやま まさひろ、1947年 - ）は、日本の高等学校教諭。スクールカウンセラー。城内カウンセリング研究会代表。

## 人物・来歴
静岡市生まれ。カウンセラーとして50年、幼稚園児から高校生にいたる子どもたち、及びその親からの相談を受けている。2007年3月まで38年間、公立高校の国語教員を勤め退職。母校の静岡高校では野球部の部長（第9代）を務めた。その後、静岡産業大学特任教授、静岡雙葉学園講師を務める。2012年、日本学校教育相談学会静岡県理事長。日本学校教育相談学会認定学校カウンセラー。日本教育カウンセラー協会上級教育カウンセラー。公立・私立高校スクールカウンセラー。

## 著書

### 単著
- 『カウンセリング記録 夢分析が開く心の声 - 絶望から生きる力へ -』2013.7
- 『四十九日 : 突然、息子が逝ってしまった』 幻冬舎 2008.2
- 『思春期トンネル : 高校生カウンセリングの記録』 静岡新聞社 2008.8
- 『四十九日』 静岡新聞社 2006.10
- 『お母さんのための子どもの心をひらく子育て』 黎明書房 2000.10
- 『子どもを救う学校カウンセリングの進め方』 黎明書房 1999.2
- 『中学・高校 現場教師のための学校カウンセリング入門』 黎明書房 1997.9
- 『青春の軌跡 : 愛と真実と優しさと』 1981.1

### 共著
- 『「失敗例」に学ぶ学校カウンセリングの心得』 米山正信, 蔭山昌弘 著 黎明書房 2002.7